# Le Dictateur (film, 1935)
Pour les articles homonymes, voir Dictateur et Le Dictateur.
Pour plus de détails, voir Fiche technique et Distribution.
Le Dictateur (The Dictator) est un film britannique de 1935, réalisé par Victor Saville et avec — dans les rôles principaux — Clive Brook, Madeleine Carroll, Emlyn Williams et Helen Haye.

## Synopsis
Le film dépeint un épisode dramatique de l'histoire danoise : la relation tumultueuse entre le roi Christian VII et son épouse anglaise, Caroline-Mathilde de Grande-Bretagne, dans la Copenhague du XVIIIe siècle. Au centre de l'intrigue, la relation extraconjugale entre la reine et son médecin royal, le réformateur libéral Johann Friedrich Struensee.

## Fiche technique
- Titre original : The Dictator
- Réalisation : Victor Saville
- Scénario : Benn W. Levy, Jan Lustig, Hans Wilhelm
- Photographie : Franz Planer
- Production : Curtis Bernhardt, Ludovico Toeplitz
- Sociétés de distribution : Gaumont British Picture Corporation
- Pays d'origine :  Royaume-Uni
- Genre : Film historique, Drame
- Durée : 86 minutes
- Dates de sortie : 
  - France : 1er février 1935
  - Royaume-Uni : 7 février 1935
  - États-Unis : 31 mai 1935
- Affiche (en France) : Jean-Adrien Mercier

## Distribution
- Clive Brook : docteur Struensee
- Madeleine Carroll : Caroline-Mathilde de Grande-Bretagne
- Emlyn Williams : Christian VII
- Helen Haye : Juliane-Marie de Brunswick
- Frank Cellier : Robert Murray Keith
- Isabel Jeans : Elisabet von Eyben
- Alfred Drayton : le comte Enevold Brandt
- Nicholas Hannen : Ove Høegh-Guldberg, Premier ministre
- Ruby Miller : Hilda
- Heather Thatcher : une dame
- James Carew : rôle mineur